# Ermanno Contini
Ermanno Contini (Firenze, 18 aprile 1902 – Roma, 22 luglio 1959) è stato un giornalista, critico cinematografico e sceneggiatore italiano.

## Biografia
Entrato a Il Messaggero all'inizio degli anni '30 come giornalista e critico teatrale - recensisce tra l'altro Natale in casa Cupiello di Eduardo De Filippo - si occupa presto anche di cinema sia come critico che sceneggiatore di cinque pellicole tra il 1940 e il 1954. Tra il 1944 e il 1948 è tra i collaboratori del periodico Mercurio fondato da Alba De Céspedes. Alla chiusura della rivista rientra al Messaggero dove sarà la firma principale della rubrica di critica cinematografica fino alla morte prematura e improvvisa, avvenuta nel 1959 a soli 56 anni.
È stato tra i giurati, per tre anni consecutivi (dal 1949 al 1951) della Mostra internazionale d'arte cinematografica di Venezia; dopo la sua scomparsa la rubrica di critica cinematografica sarà ereditata da Guglielmo Biraghi. Nel 1955 firma insieme a Gino Visentini il saggio Libero cinema in libero stato, pubblicato dalla Associazione italiana per la libertà della cultura.
Era marito dell'attrice e doppiatrice Marcella Rovena.

## Filmografia

### Sceneggiatore
- Ricchezza senza domani, regia di Ferdinando Maria Poggioli (1940)
- L'orizzonte dipinto, regia di Guido Salvini (1941)
- Don Giovanni, regia di Dino Falconi (1942)
- Gli assi della risata, epis. L'ombrello smarrito, regia di Roberto Bianchi (1943) anche soggetto
- Il matrimonio, regia di Antonio Petrucci (1954) non accreditato